# Trasthagen

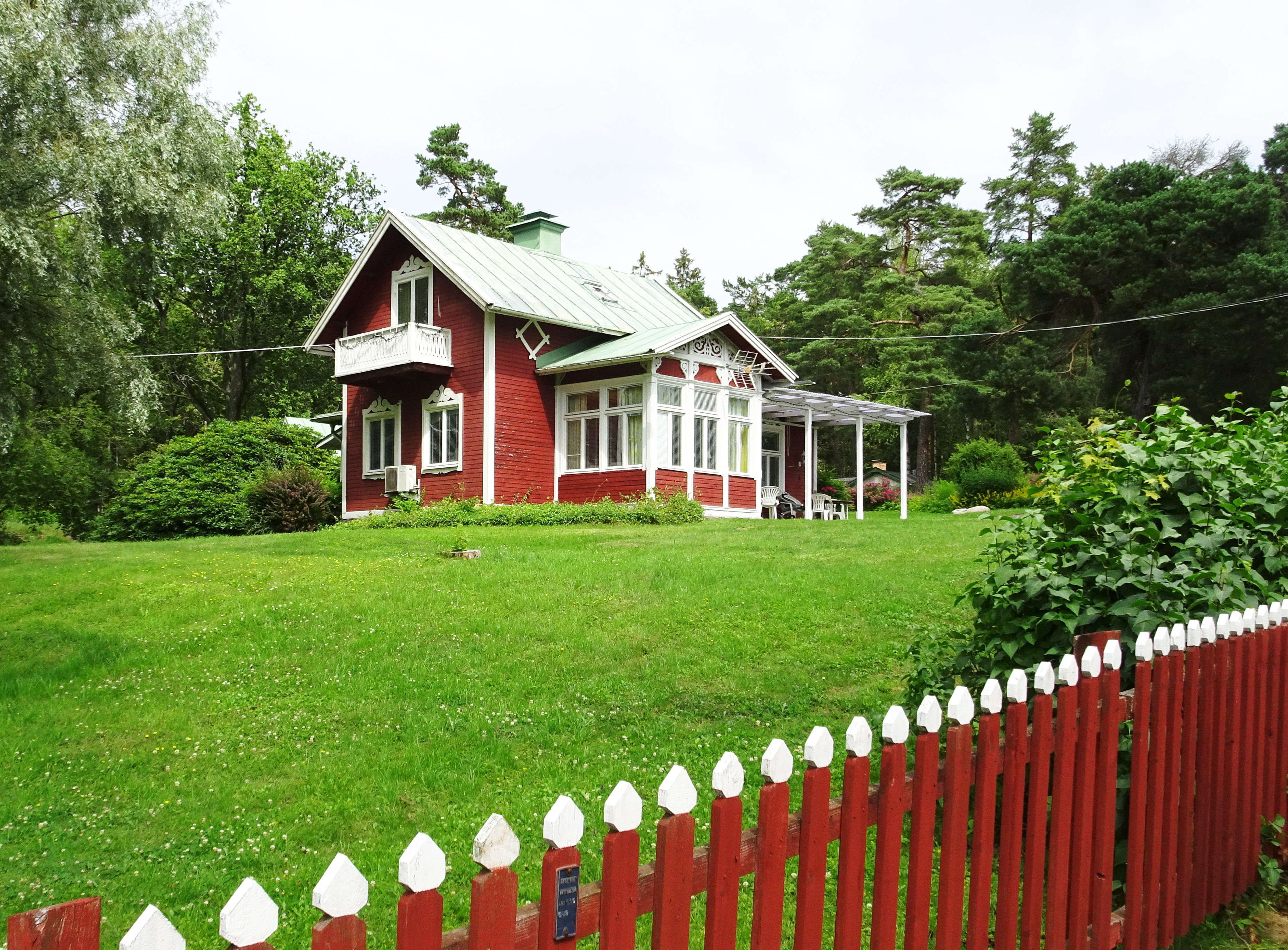
Äldre sommarvilla i Trasthagen, juli 2021.

Trasthagen är ett bostadsområde i Kottla inom stadsdelen Skärsätra på södra Lidingö. Bebyggelsen ligger vid norra sidan av Kottlasjön och uppfördes under slutet av 1880-talet som sommarstugeområde. Genom området, som fortfarande har kvar sin by-karaktär, leder Trasthagsvägen. På grund av sitt kulturhistoriskt höga värde anser Länsstyrelsens antikvariska enhet att Trasthagen bör skyddas för all framtid. Trasthagen med sina omkring 25 hus ligger inom Långängen-Elfviks naturreservat.

## Historik

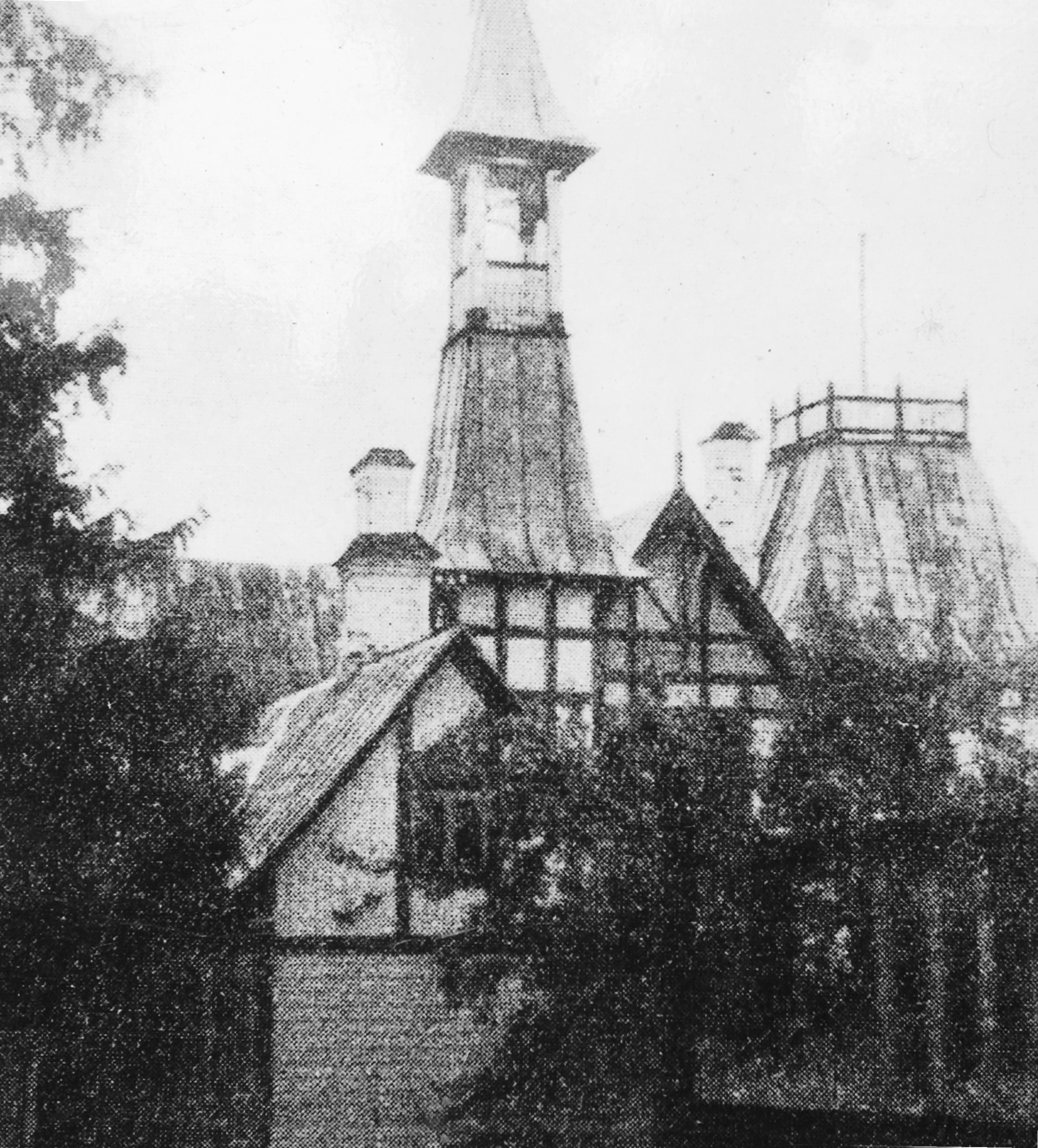
Elfforska villan.

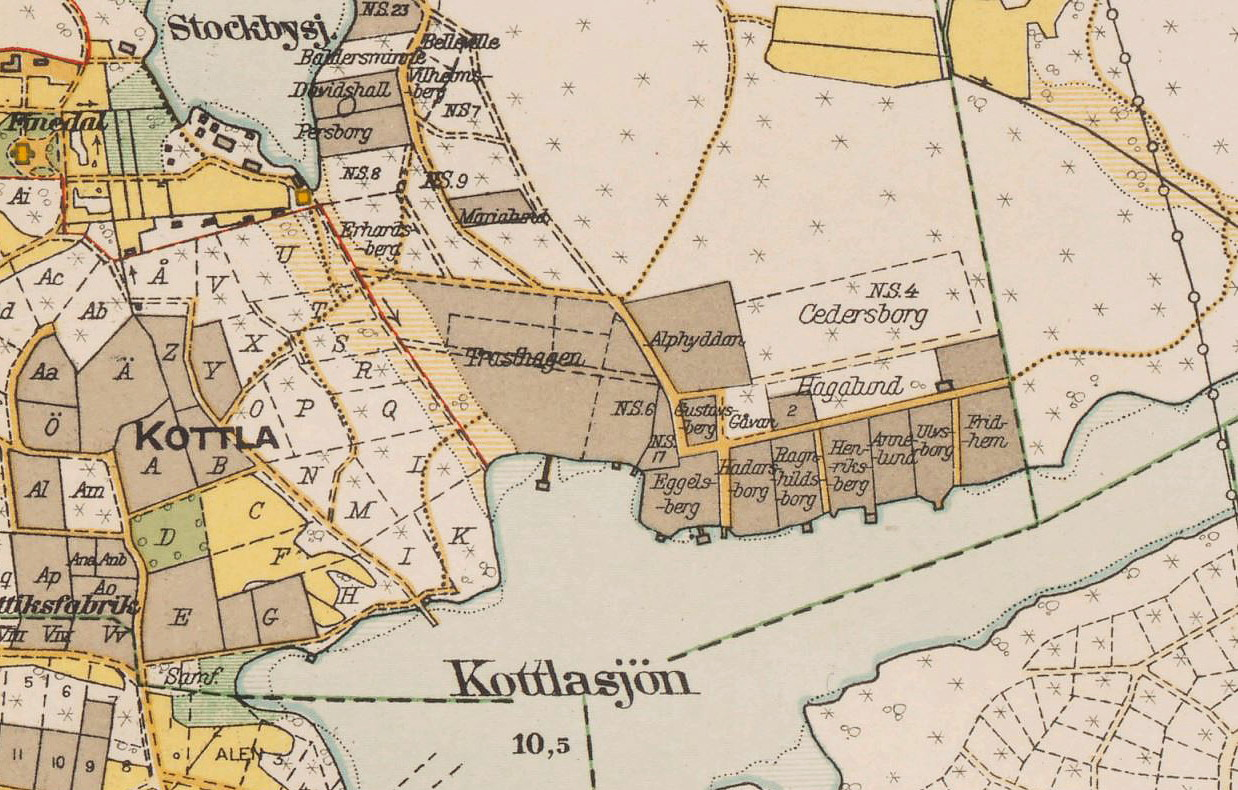
Trasthagen 1917.

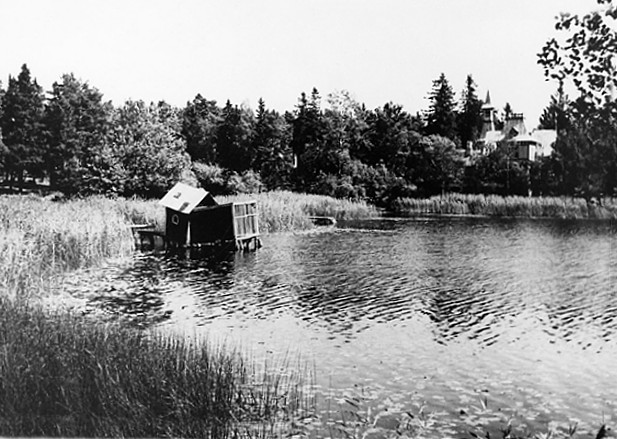
Elfforska villan sedd från vattnet.

Under 1800-talets andra hälft började sommarnöjen att uppföras utmed Lidingös stränder. De byggdes för välbärgade Stockholmare som kunde ta sig hit med den då blomstrande ångbåtstrafiken. Närmaste ångbåtsbryggan låg vid Mölna gård, på promenad- och roddavstånd från Trasthagen.
Sommarstugeområdet Trasthagen är uppkallat efter lägenheten Trasthagen som hörde till gården Stockby vilken 1885 förvärvats av lantbrukare Anders Jönsson. Under de följande åren upplät han mark kring Stockbysjön och i nuvarande Trasthagen för bebyggelse med sommarstugor. Den äldsta byggnaden i Trasthagen var torpet Träsket som redan i 1825 års jordebok uppförts som rivet.
De nya sommarhusen fick romantiska namn som Egilsborg, Skogshyddan, Henriksberg, Ulfsborg, Annelund och Marielund. Av dem var Egilsborg eller Eggelsberg, även efter sin ägare kallad Elfforska villan, den mest fantasifulla, byggd 1885 på en hörntomt gränsande mot söder till Kottlasjön. Villan var gestaltad i fackverkarkitektur och två torn. Det högre tornet hade en öppen utsiktsplattform under en spetsig, plåttäckt huv. Det lägre hade en öppen veranda med lövsågade räcken. Den siste ägaren avled 1930 varpå huset såldes till Lidingö stad och brändes ner 1940 då den var förfallen. Idag återstår husets grund bestående av huggen granit.
Till en början fanns ingen farbar väg till Trasthagen utan sommargästerna fick promenera eller ta sig med båt från Kottlasjöns sydsida. Vägen, som idag leder in i området från norr, anlades först på 1930-talet som ett nödhjälpsarbete.

### Dagens Trasthagen
De flesta av de äldre husen är numera ombyggda till permanentbostäder. Många nya hus har också tillkommit under senare delen av 1900-talet och in på 2000-talet. Både ombyggda äldre hus och nybyggda har till stor del behållit den ursprungliga arkitekturen från sent 1880-tal och runt sekelskiftet 1900, genom de restriktioner i utförande som finns för husen i området. Arkitekturen präglas av verandor, balkonger och lövsågade snickerier. Taktäckningen varierar mellan plåt, papp och tegel. 
Trädgårdarna är anlagda med fruktträd, grönsaksland och traditionella blomsterrabatter och omges av trästaket. Mycket av den ursprungliga miljön finns fortfarande bevarad och utgör ett bra exempel på Lidingös kultur- och bebyggelsehistoria. De villor som är bäst bevarade inom Trasthagen är Skogshyddan, Persborg, Ragnhildsborg och Annelund där man genom varsam upprustning till stor del kunnat behålla panel, fönster, dörrar och andra snickerier.

### Nutida bilder, villor i urval

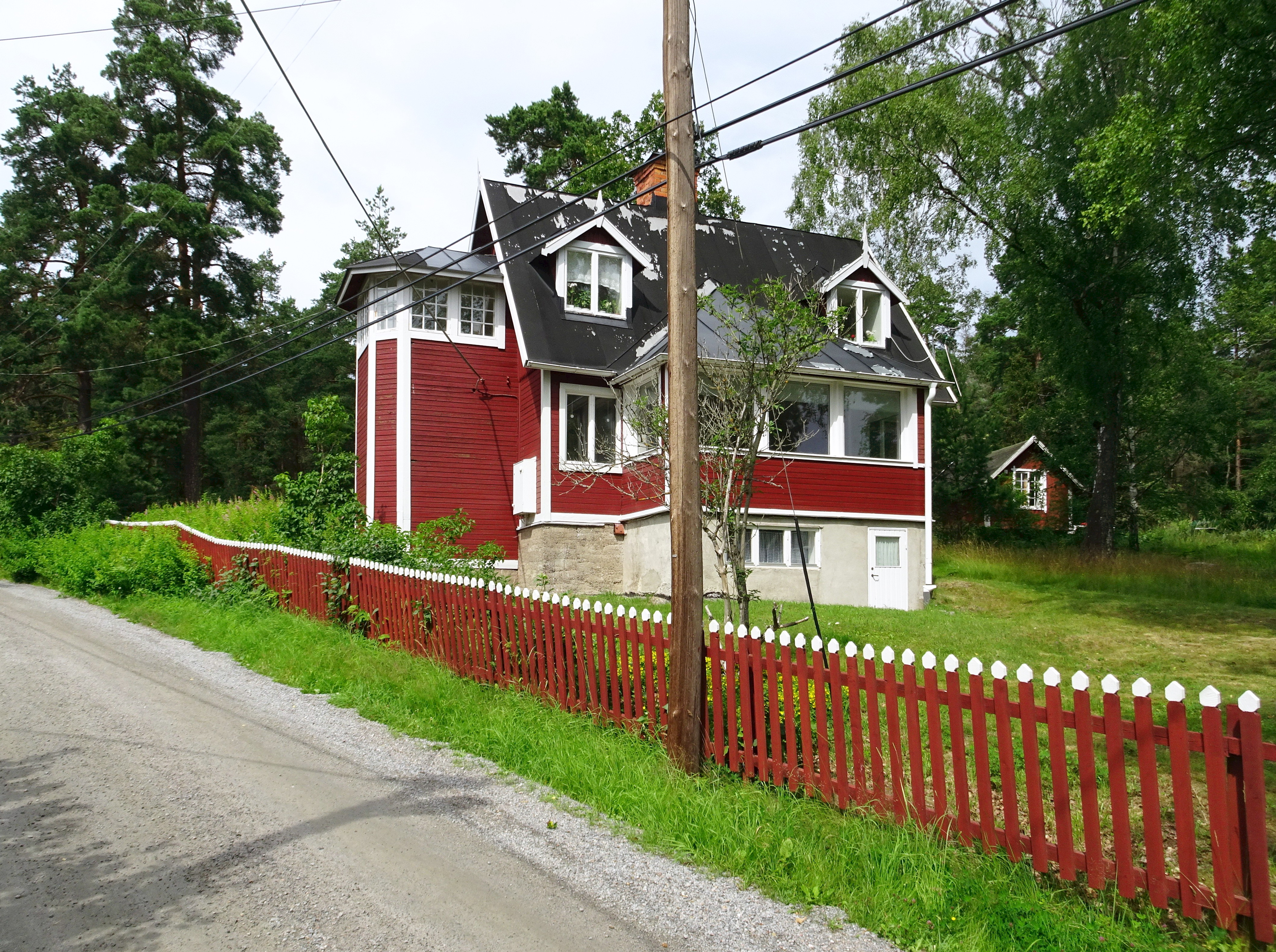
Villa vid Trasthagsvägen 3.
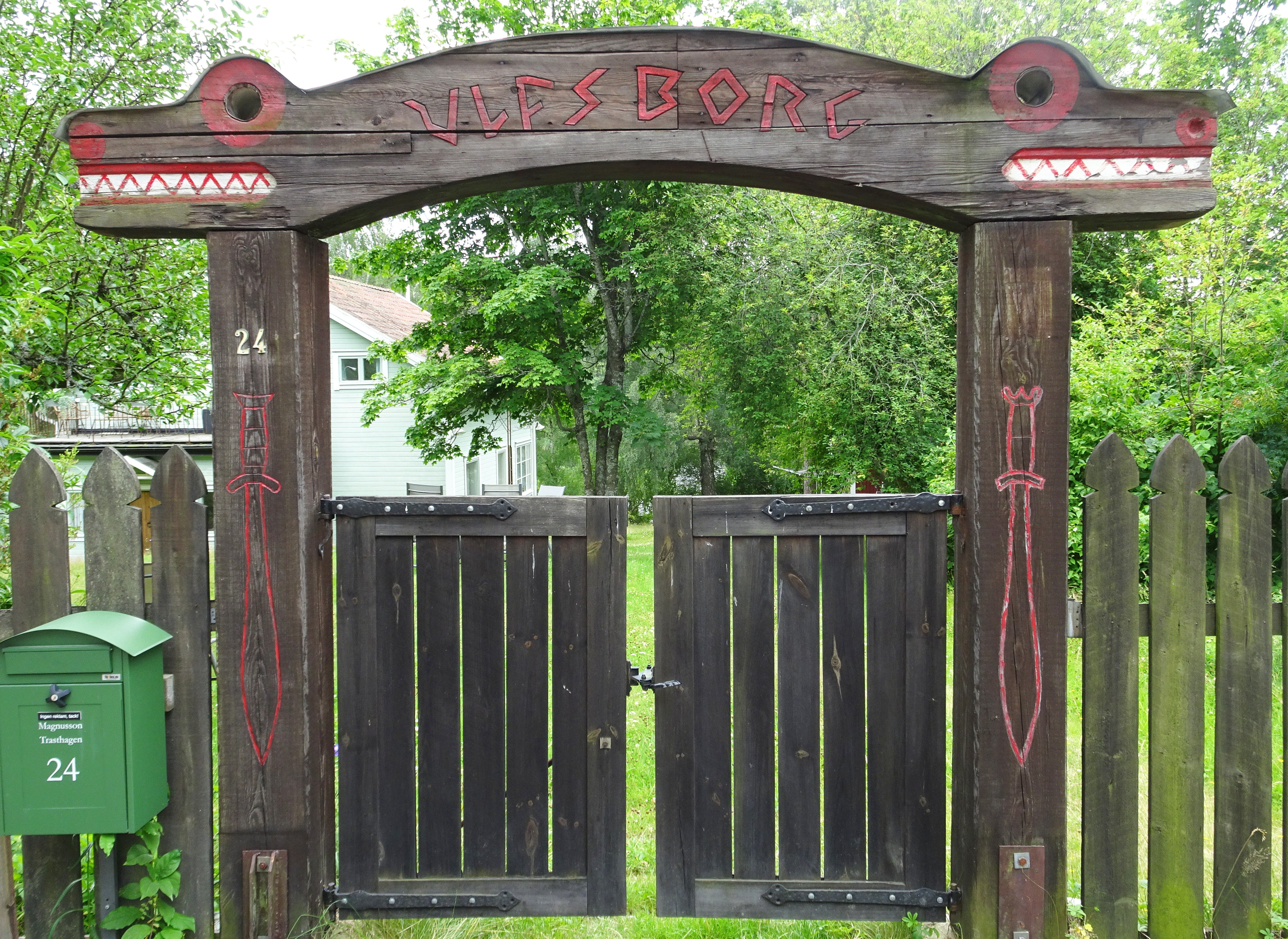
Villa Ulfsborgs grind, Trasthagsvägen 24.
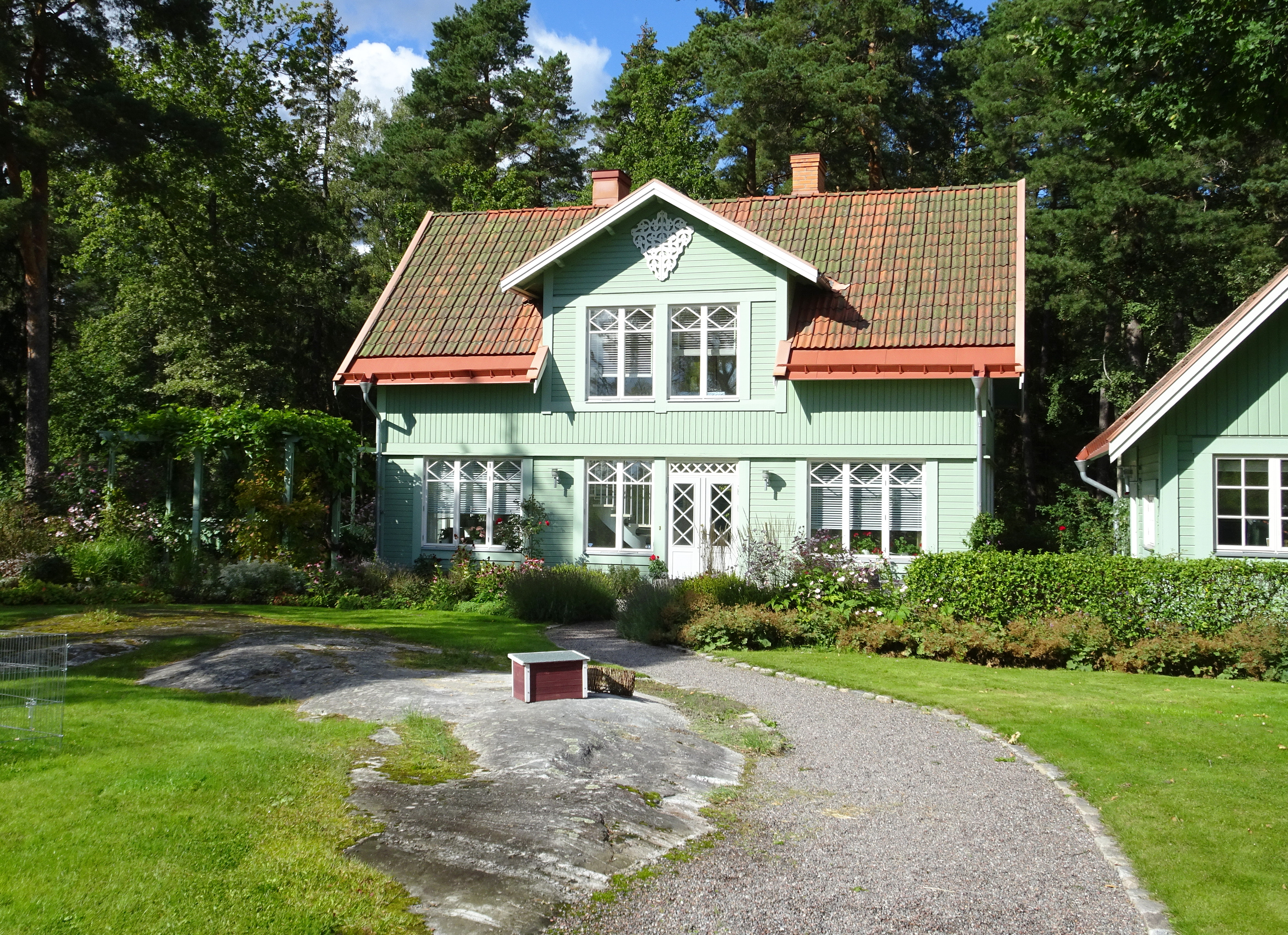
Villa vid Trasthagsvägen 11.
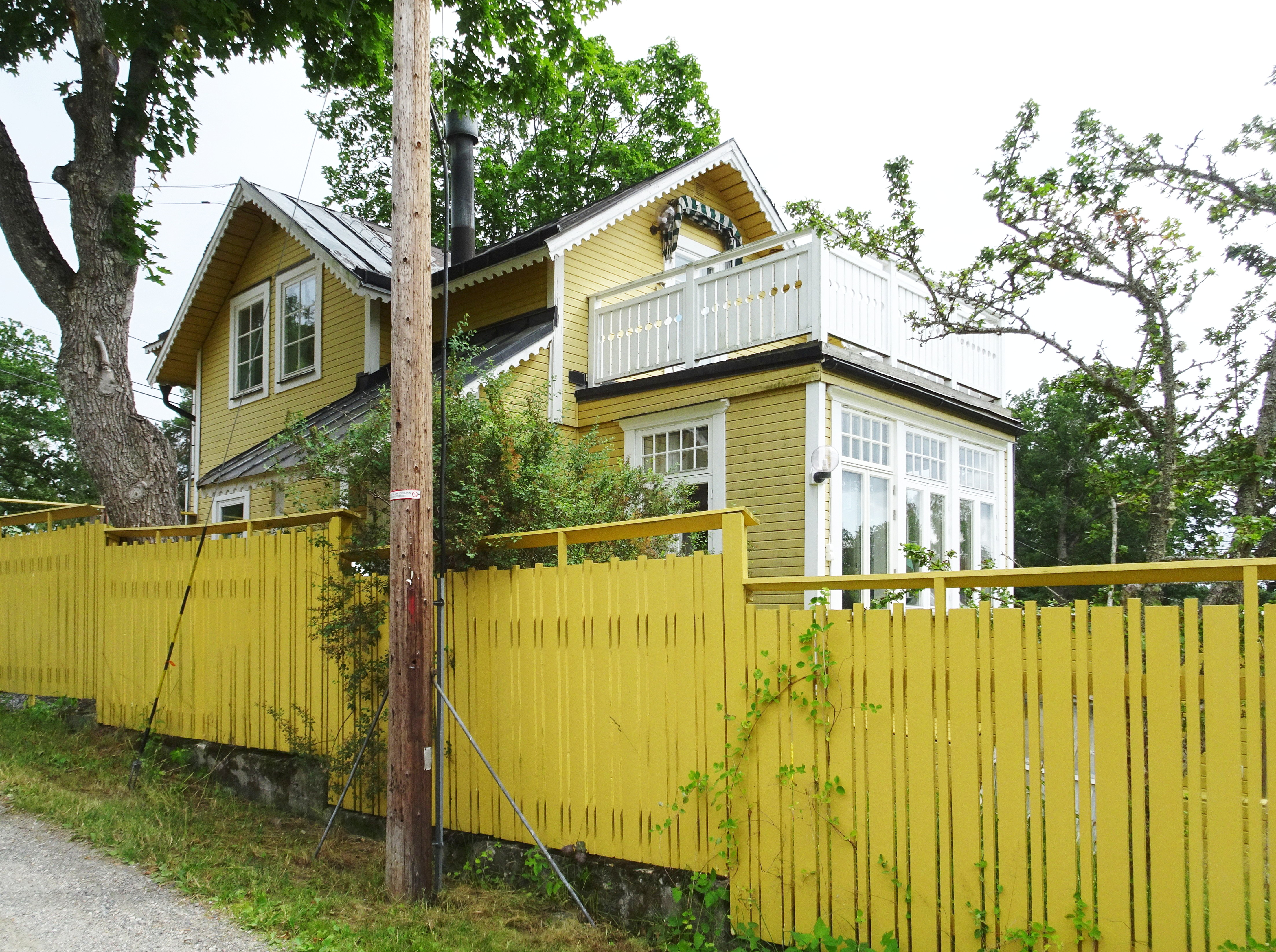
Villa vid Trasthagsvägen 14.
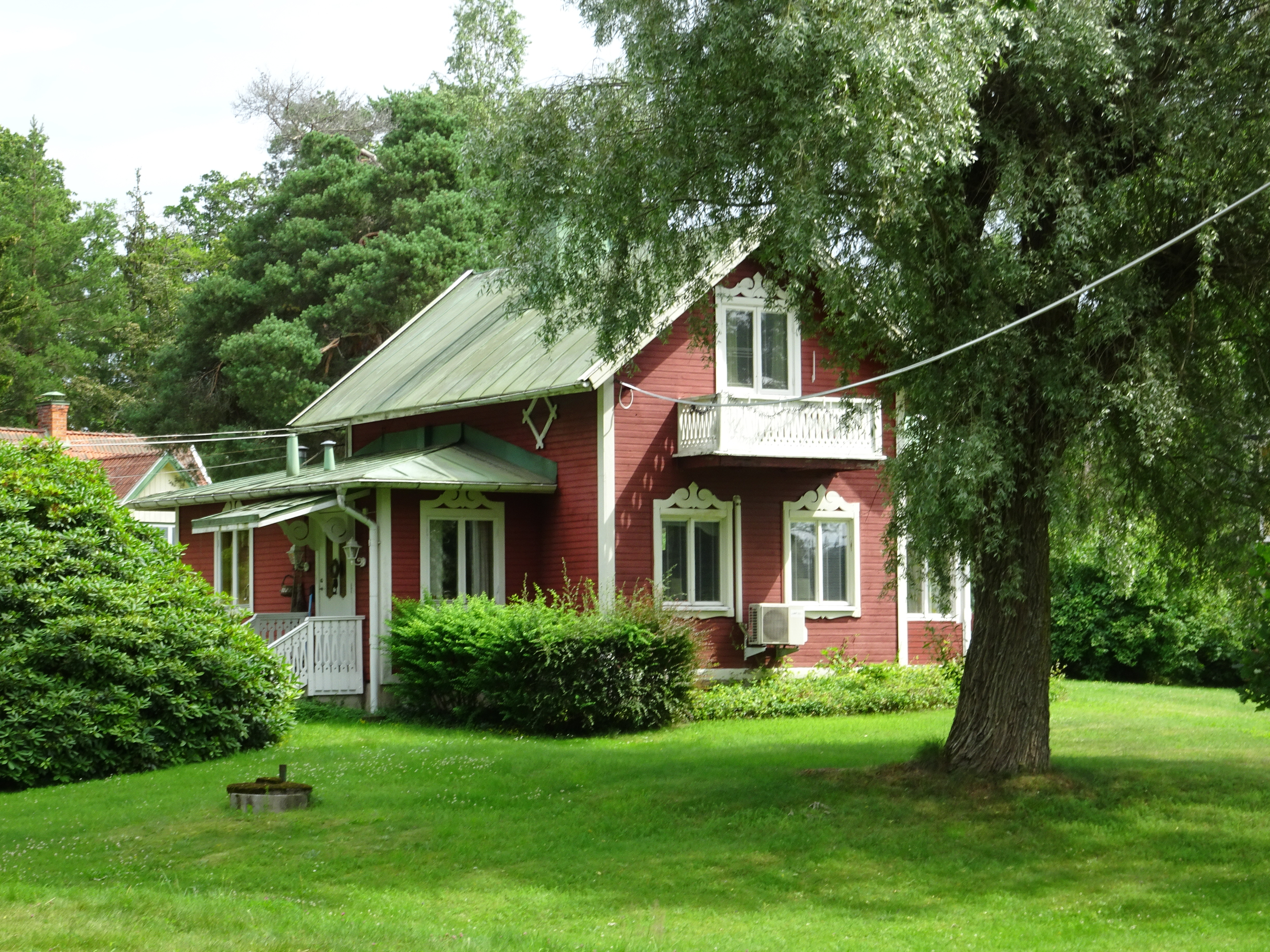
Villa vid Trasthagsvägen 5.